# 후고 에케너

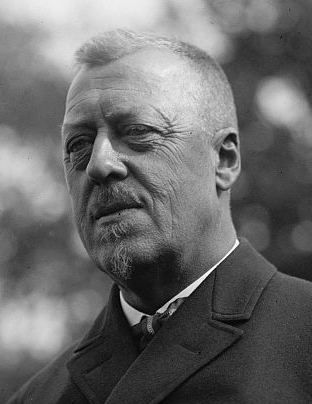
.

후고 에케너(Hugo Eckener, 1868년 8월 10일-1954년 8월 14일)는 독일의 항공개발자, 기업가다. 전간기에 체펠린 비행조선의 경영자였으며, 세계 최초로 세계일주를 한 비행선 LZ 127 그라프 체펠린호의 선장이었다. 경식비행선의 전성기 시기를 이끌었으나 힌덴부르크 참사 이후 사업의 사양세를 거스르지 못했다. 반나치주의 리버럴이었기에 나치 집권 이후 탄압받았다.

## 같이 보기
- 체펠린 비행선 목록